# Black Rio
Black Rio ou Movimento Black Rio é um movimento e contracultura que surgiu nos anos 1970 no Rio de Janeiro. Inicialmente inspirado pela revolução do funk norte-americana, o movimento mistura ritmos da chamada black music brasileira, como funk, soul, jazz, samba e forró. Segundo o jornalista Luiz Felipe de Lima Peixoto, co-autor, ao lado de Zé Octavio Sebadelhe, do livro 1976 – Movimento Black Rio (Editora: José Olympio): "o Black Rio adentrou no cenário carioca e brasileiro como um movimento de anseio musical, mas também político, cultural e intelectual".
Os chamados bailes funk têm origem no início da década de 1970, quando surgiram os chamados bailes da pesada, realizados no Canecão pelos DJs Big Boy e  Ademir Lemos, nesses bailes os ritmos predominantes eram soul e funk Com o tempo, surgem outros bailes, chamados de black  ou shaft, nome inspirado no filme Shaft (1971), um blaxploitation, nome dados aos filmes destinados a comunidade afro-americana, estrelado por Richard Roundtree que teve trilha sonora de soul e funk composta por Isaac Hayes. Em 1973, surge a equipe de som Furacão 2000, outras equipes surgem nesse período como  Black Power e Soul Grand Prix, esse último fundado por Dom Filó Em 1976, o artigo Black Rio – O orgulho (importado) de ser negro no Brasil de Lena Frias, publicada no Jornal do Brasil, serviu para batizar o movimento de Black Rio, que inclusive foi usado para nomear a uma banda.
À época, o Brasil vivia sob o regime da Ditadura Militar. Os órgãos de censura da repressão estavam preocupados com o possível direcionamento político do movimento black no país, e que isso disseminasse um movimento semelhante ao dos Panteras Negras. Os militares tinham medo da subversão nas favelas. Eles acreditavam que, se um dia a favela fosse se politizar, isso seria a revolução social no Brasil.
Considera-se o marco zero do movimento o dia 11 de novembro de 1969, quando aconteceu, no Clube Astória do Rio de Janeiro, o primeiro baile em que o discotecário tocou apenas músicas cantadas por artistas negros.
São exemplos de representantes deste movimento Tim Maia, Cassiano, Hyldon, Macau, Sandra de Sá, Gerson King Combo, Dom Filó, Luizinho Disc Jockey e Tony Tornado. 
Os frequentadores destas festas eram vistos como um enorme mercado em potencial. Inicialmente, foram lançadas coletâneas com os principais sucessos dos bailes (muitas delas eram assinadas pelas equipes de som e pelos DJs de maior prestígio como Tony Hits) e novos artistas nacionais que cantavam soul music começaram a surgir, como a Banda Black Rio, formada por membros do grupo Abolição, a banda foi criada por encomenda pela gravadora WEA em 77, que aprofundou as experimentações sonoras em torno de um som instrumental que mesclava o samba ao funk americano.
Em meados da década, os bailes sofreriam uma transformação com a chegada da disco music. Também importada dos Estados Unidos e criada para as pistas dos clubes, a disco encontrou terreno fértil no Brasil. Misturando elementos do soul, do funk e da música latina, o gênero pavimentou o caminho para o sucesso da discoteca, que se espalhou pelo mundo. No Brasil, a grande diva disco foi a paulistana Lady Zu (Zuleide Santos da Silva), que estourou em 1977 com a canção  A Noite Vai Chegar (Philips), vendendo milhares de cópias. Zu também investiu em fusões musicais, como em Hora de União, onde afirma que “é a vez do samba-soul”. Tim Maia também mergulhou no gênero ao lançar Tim Maia Disco Club, acompanhado pela Banda Black Rio. O álbum traz um dos maiores sucessos do cantor, a canção Sossego. Apesar do enorme apelo popular, o gênero dividia opiniões, pois em geral deixava de lado as críticas sociais e políticas, focando mais no entretenimento e no hedonismo das pistas de dança.

Segundo Tim Maia:
| “           | Foram os mulatos que descobriram o lance das discotecas, e estão dominando o grande mercado de discos de toda a América, depois de fazerem uma mesclagem. Importaram sons africanos, latinos, a cuíca, o agogô, o berimbau — e o brasileiro babaca nem se tocou. “som mesclado de origem africana, cubana, brasileira, pois Rio de Janeiro é Angola e Angola é Rio de Janeiro” | ” |
| — Tim Maia, | |   |
Mas, como apontou Gerson King Combo:
| “                    | Estava tudo bem nos anos 1970, até que veio o Travolta com aquele piripipi da discoteque. Os bailes soul acabaram, a black music acabou, e, com ela, eu também. | ” |
| — Gerson King Combo, | |   |

Na década de 1980, os bailes passaram a se dividir entre bailes funk, que abraçaram o miami bass e o freestyle, dando origem ao funk carioca e o subgênero funk melody, e os bailes charme. O termo charme foi criado pelo DJ Corello em 1980, ao testar novas formas de black music. Observando o jeito diferente como o público dançava, Corello incentivou: “Chegou a hora do charminho, transe seu corpo bem devagarinho.”

## Legado
O movimento é amplamente considerado um precursor do hip hop brasileiro, tendo influenciado gerações futuras com sua estética, musicalidade e mensagem de afirmação da identidade negra.
Em 2018, o Movimento Black Rio tornou-se Patrimônio Cultural Imaterial do Rio.